# Троянска война
Според легендите Троянската война е водена между град Троя в Мала Азия и ахейската войска. Войната започва, след като троянецът Парис отвлича Хубавата Елена, жената на спартанския цар Менелай.
Троянската война е едно от основните събития в древногръцката митология и е описана в поредица от епични поеми, от които само 2 – „Илиада“ и „Одисея“, са оцелели до днес. „Илиада“ описва последните 50 дни преди края на войната, а „Одисея“ разказва за връщането от войната на един от гръцките герои – Одисей. Други части от историята са пресъздадени от по-късни гръцки поети, както и от римския поет Вергилий в неговата „Енеида“.
Древните гърци вярвали, че описаните от Омир събития са истина. Те смятали, че войната се е водила между XIII и XII век пр.н.е., а самата Троя се намирала в близост до Дарданелите в земите на днешна северозападна Турция. В по-модерни времена войната се е смятала за мит, но през 1870 г. Хайнрих Шлиман открива развалини във въпросната област, които впоследствие са приети от археолозите за остатъци от древна Троя.

## Извори
Събития, свързани с Троянската война, са описани в много творби на гръцката литература и изобразени в древното изкуство. Няма цялостен текст, който да описва всичко, случило се по време на войната. Историческият разказ е съчетание на различни текстове, някои от които противоречащи си. Най-важните литературни извори са двете епични поеми, традиционно приписвани на Омир – Илиада и Одисея, създадени между IX и VI век пр.н.е. и рецитирани и предавани първоначално устно. Всяка една от тях покрива част от събитията, свързани с войната. Илиада покрива кратък период от последната година от обсадата на Троя и превземането на града, докато Одисея описва пътя на Одисей от Троя до Итака след края на войната.
Други части от Троянската война са описани в старогръцки епически поеми: Киприя, Етиопида, Малка Илиада, Разграбването на Троя, Връщане, и Телегония.

## Легендата

### Пелей, Тетида и ябълката
Според древногръцката митология Зевс станал върховен бог, като свалил от власт своя баща Кронос, който също бил взел властта със сила от своя баща Уран. Зевс научил, че според пророчество властта ще му бъде отнета от негов син. Според друго пророчество морската нимфа Тетида, с която Зевс имал връзка, ще роди син, който ще стане по-велик от баща си. Вероятно заради това Тетида била сгодена за най-възрастния цар – Пелей. Тетида родила от Пелей син – Ахил. Било предсказано, че той ще умре млад в Троя. За да го предпази, Тетида го потопила като бебе във водите на Стикс, правейки го неуязвим за оръжия. Само петата му, там където го е държала, останала непотопена. Когато пораснал, Ахил станал най-великият от всички смъртни войни.
Всички богове били поканени на сватбата на Пелей и Тетида, с изключение на Ерида. Обидена, тя отишла невидима и подхвърлила под масата златната ябълка на раздора, на която пишело Kallisti (На най-красивата). За ябълката заспорили Хера, Атина и Афродита. Свадата станала ожесточена, но никой от боговете не смеел да отсъди за коя е ябълката, за да не си навлече омразата на другите две богини. За да разреши спора, Зевс поръчал на Хермес да заведе богините в планината Ида, където пасял стадата младият троянски принц Парис, заточен заради пророчество, че той щял да подпали Троя, който да отсъди. Богините се опитали да подкупят Парис. Атина му обещала мъдрост, умения в битка и възможността да стане един от най-великите войни. Хера му обещала политическа власт и контрол над цяла Азия. Афродита му обещала любовта на най-красивата жена на света. Парис присъдил ябълката на Афродита и се върнал в Троя. С това си решение той превърнал Хера и Атина в свои смъртни врагове. В резултат на това при последвалата война Хера и Атина поддържали ахейците, а Афродита – троянците. След като взел решението, Парис отишъл на гости на Менелай и в неговото отсъствие, с помощта на Афродита, убедил Хубавата Елена да стане негова жена. Това станало повод за началото на продължилата 10 години Троянска война.

### Бягството (отвличането) на Хубавата Елена
Елена била най-красивата жена на света. Източниците посочват различно кои от четирите ѝ деца са на Зевс и кои на Тиндарей. Когато пораснала, Хубавата Елена имала много обожатели, но баща ѝ се страхувал да я даде за жена на когото ѝ да е от тях, защото това би породило недоволството на останалите и може би война. Накрая един от претендентите за ръката ѝ, Одисей от Итака, предложил план, за да се реши тази дилема. Той предложил на Тиндарей да поиска от всички обожатели на Елена да обещаят, че ще приемат избора ѝ и ще го защитават, независимо кого избере. Претендентите дали исканата клетва.
Елена избрала Менелай за свой съпруг. Менелай наследил трона на Спарта от Тиндарей, и Елена станала неговата царица. Брат му Агамемнон се оженил за сестрата на Елена, Клитемнестра и се върнал обратно на трона в Аргос.
При дипломатическа мисия в Спарта, Парис се влюбил в Елена и с помощта на Афродита я откраднал (или прелъстил) и я взел със себе си в Троя като своя жена.
Всички царе и принцове на Древна Гърция били призовани да спазят клетвата си и да спасят Елена. В историята на Елена има известна аналогия с по-ранното приставане на троянската принцеса Хезиона на Теламон от Саламин.

### Събиране на силите
Подробен списък на контингентите на двете армии, виж в статията Списък на корабите
Одисей се оженил за Пенелопа и им се родил син – Телемах. За да не се включи в похода, той симулирал лудост и посипал своите ниви със сол. Паламед го изобличил като поставил невръстния му син на пътя на ралото и Одисей го изкривил настрани, с което издал здравия си разум и се присъединил към войската.
Прорицателят Калхант казал, че гърците няма да победят без Ахил. Майката на Ахил, Тетида, знаейки, че ако заминел, синът ѝ щял да намери гибелта си в Троя, го преоблякла като жена в двореца на цар Ликомед в Скирос. Там той имал любовна връзка с дъщерята на владетеля Дейдамея и в резултат на това му се родил син – Неоптолем. Одисей, Аякс Телемонид и възпитателят на Ахил, Феникс, отишли да намерят Ахил. Според една от версиите, те надули рог и Ахил се разкрил като скочил за копието си, за да се бие с нашествениците. Според друга история се преоблекли като търговци, които продавали джундурийки и оръжие, и Ахил бил разобличен като започнал да хвали не женските дреболийки, а оръжията.
За главнокомандващ на експедицията бил определен Агамемнон. Следващите по ранг били Менелай, Ахил, Патрокъл, двамата Аяксовци – Аякс Теламонид и Аякс Ойлеев, Тевкр, Нестор, Антилох, Одисей, Диомед, Идоменей, Филоктет и Паламед. Състоящата се от 100000 войни и 1186 кораба армия се събрала в залива на Авлида (в Беотия при пролива, отделящ Евбея от материка Гърция). Когато корабите достигнали Авлида, ветровете спрели да духат. Гадателят Калхант казал, че така Артемида наказва Агамемнон за убийството на свещен елен (или елен в свещена гора) и се хвалел, че е по-добър ловец от нея.
Единственият начин да бъдела умилостивена богинята, бил Агамемнон да жертва дъщеря си Ифигения. Според някои версии, той го направил, но според други пожертвал елен на свято място, а според трети – Артемида взела Ифигения. Хезиод казва, че после тя станала богинята Хеката. Еврипид, в трагедията си „Ифигения в Авлида“, разглежда жертването на Ифигения, като патриотичен акт от страна на Агамемнон, а не като наказание за обида срещу боговете . В Авлида по време на жертвоприношението изпод олтара изпълзяла змия, изкачила се на дърво и там удушила 8 малки врабчета и майка им и после се превърнала в камък. Калхант направил извода, че предстоящата война ще продължи 9 години и на десета ще завърши с превземането на Троя.
Гърците взели със себе си и костите на Пелопс, бащата на Атрей и дядо на Агамемнон и Менелай, тъй като оракул им бил казал, че това е необходимо, за да се осигури победата.
Войската на гърците е описана детайлно във втората книга на „Илиада“. Тя съдържала 28 контингента войни от континентална Гърция, Пелопонес, Додеканезите, ο. Крит и ο. Итака.
Силите на Троянците са описани също там. В състава им освен самите троянци, водени от Хектор, влизали и армии от Дардания, Зелея, Адрастея, Перкота, Пеласги, Тракия, киконийски копиеносци, пеонийски стрелци, хализони, воини от Мизия, Фригия, Меония, Милет и Ликия.

### Войната

#### Телеф
По пътя за Троя гърците спрели в Мизия, където управлявал цар Телеф. Според по-късно предание гърците спрели в Мизия по погрешка, но после били отнесени от буря в Мала Азия и отново стигнали до Авлида, където повторно тръгнали за Троя, след като принесели в жертва на Артемида, дъщерята на Агамемнон, Ифигения. Гърците нападнали цар Телеф, който бил племенник на троянския цар Приам (син на сестра му). В битката Ахил ранил Телеф, а самия Телеф убил Терсандър. Раната не заздравявала и Телеф се обърнал към оракул, който му казал „този, който те е ранил, ще те излекува“.
Телеф отишъл в Авлида и според различните версии се престорил на просяк, молейки Ахил да му помогне да си излекува раната или отвлякъл Орест и го държал като заложник с искането да бъде излекуван. Ахил отказал, заявявайки, че няма медицински познания. Одисей решил, че щом копие е направило раната, копие трябва да може и да я излекува. Парчета от копие били сложени на раната и Телеф оздравял.

#### Филоктет
Филоктет бил приятел на Херкулес. Той отплавал за Троя със седем кораба, пълни с войници и възнамерявал да се бие на страната на гърците. Когато спрели по пътя в Хриз за провизии, Филоктет бил ухапан от змия. Мястото загнояло и замирисало ужасно; Одисей посъветвал Атрей и той заповядал Филоктет да остане на Лемнос. Водачеството на хората на Филоктет поел Медон. Филоктет останал на о-в Лемнос сам цели 10 години, докато отново не станал нужен на гърците.

#### Пристигането в Троя
Оракул предрекъл, че първият грък, който стъпел на Троянска земя, щял да загине първи. Протесилай, водачът на филакийците, сбъднал пророчеството. Бил убит от Хектор, синът на Приам. Гърците го погребали като бог и Хермес бил изпратен да го покаже за последен път на жена му, преди да отиде при Хадес в подземното царство. Съпругата му, Лаодамия, го последвала при неговата смърт. В алтернативна история Хектор убил Протесилай, а Лаодамия се самоубила от мъка. След смъртта му неговото място във войската заел брат му Подаркес.
Гърците обсаждали Троя 10 години. Те плячкосвали близките до Троя градове Хриза и Лирнес, откъдето наред с другата плячка, Ахил взел в плен Хризеида, дъщеря на Хриз, жрец на Аполон и Бризеида (от гр. Лирнес). Хризеида била дадена на Агамемнон, а Бризеида останала при Ахил. Когато баща ѝ Хриз се опитал да откупи дъщеря си, Агамемнон отказал и тогава Хриз се обърнал към Аполон с молба да накаже гърците. Аполон пратил чума по войската им. С отказа на Агамемнон да върне Хризеида започва първата глава на „Илиада“.

#### Хризеида и Бризеида
След дълги спорове между Ахил и Агамемнон, Хризеида се върнала при баща си. За отмъщение Агамемнон взел любовницата на Ахил – Бризеида. Ядосаният Ахил, напуснал лагера на гърците със своите мирмидонци, които били сред най-добрите воини във войската. Ахил помолил майка си, богинята Тетида, да отмъсти за него и тя придумала Зевс да направи така, че гърците да загубят войната, ако Агамемнон не се извини на Ахил. На следващия ден гърците загубили битката и много войни били тежко ранени. Троянците, предвождани от Хектор напреднали сериозно към гръцките позиции. Виждайки опасността от загуба, Ахил дал своите доспехи на Патрокъл и му казал да предвожда войската. Патрокъл бил убит от Хектор, който взел и златните доспехи на Ахил. Полудял от мъка, Ахил искал отмъщение за смъртта на своя приятел. Хефест му изковал нови доспехи, Ахил влязъл в боя и убил Хектор. След това влачил тялото му с колесницата си, обикаляйки Троя три пъти. Ахил отказвал да даде тялото на Хектор, за да го погребат както подобава. Накрая Приам с покровителството на боговете го помолил и Ахил се смилил над опечаления баща. Битките спрели за 12 дни, докато Хектор не бъдел погребан.

#### Смъртта на Ахил и спора за доспехите му
Скоро след смъртта на Хектор, Ахил бил убит от Парис или с отровна стрела, насочвана от Аполон, или, както е написано в старите версии, чрез нож в гърба или петата, докато бил при троянската принцеса Поликсена по време на примирието.

#### Диомед
Диомед почти убил Еней в битката, но Афродита, майката на Еней го спасила. Диомед ранил Афродита и тя изпуснала сина си, летейки към планината Олимп. Еней бил обвит в облак от Аполон, който го занесъл в Пергам, свещено място в Троя, където Артемида го излекувала.
По-късно във войната Диомед се биел с Хектор и видял Арес, бога на войната, да се бие на страната на троянците. Диомед казал на своите войници да отстъпват бавно. Хера, майката на Арес, видяла неговата намеса и помолила за разрешение Зевс, бащата на Арес, да го изгони от бойното поле. Хера окуражила Диомед да атакува Арес и той хвърлил стрела по бога. Атина забила стрелата в тялото на Арес и той изревал от болка и побягнал към Олимп, принуждавайки троянците да отстъпят.

#### Троянският кон
Краят на войната дошъл с един хитър план. Гърците решили да построят голям дървен кон, свещено за троянците животно. Той бил изработен от Епей и напълнен с гръцки войни, предвождани от Одисей. Останалата част от гръцката армия се приготвила да тръгва и троянците приели коня като предложение за мир. Гръцкият шпионин, Синон, убедил троянците, че конят е дар, въпреки предупрежденията на пророците Лаокоон и Касандра. Троянците вкарали коня зад стените на града. Цяла вечер празнували, нечувано щастливи от приключилата десетгодишна война. В това време, скритите в коня войници отворили вратите на града, за да влязат и техните другари отвън и градът бил напълно разрушен – всеки мъж и момче – убити (включително пеленачетата), всяко момиче и жена – отведени в плен, всички богатства и имущества – плячкосани и градът – изгорен и разрушен до основи.

### След края на войната
Духът на Ахил се явил на оцелелите и поискал за жертва Поликсена. Неоптолем извършил убийството на гроба на Ахил.
Според „Одисея“, корабите на Менелай били изхвърлени от буря на остров Крит и в Египет, откъдето не могли да потеглят, защото било безветрие. Менелай успял да принуди Протей, менящия образа си морски бог, да му каже жертва на кои богове трябва да пренесе, за да се прибере вкъщи. Протей освен това казал на Менелай, че е предопределен за Елизиум (Рая) след своята смърт. Менелай се върнал в Спарта с Елена. Според някои легенди тази Елена, която била отвлечена от Парис, била дух, а истинската Елена била в Египет, където се събрала отново с Менелай в този момент. Те имали дъщеря – Хермиона.
След края на войната кораба на Идоменей попаднал в страшна буря. Идоменей обещал на Посейдон да жертва първото живо нещо, което видел след като се върнел вкъщи, ако бога на морето му помогнел. Първото живо нещо обаче бил неговият син, когото Идоменей жертвал, както бил обещал. Боговете се разгневили от това убийство и го изпратили на заточение в Калабрия, Италия . В алтернативна версия, неговите собствени граждани го изпратили в изгнание, защото донесъл със себе си чума от Троя. Той напуснал Калабрия и отишъл в Колофон, в Мала Азия, където умрял. В трета версия, използвана от Вергилий, чумата дошла в Крит като наказание за убийството, което Идоменей извършил.
Касандра била изнасилена от Аякс Ойлид и взета за наложница от Агамемнон. Агамемнон се върнал в Аргос. Неговата съпруга Клитемнестра (сестрата на Хубавата Елена) имала връзка с Егист, сина на Тиест, братовчед на Агамемнон, който спечелил Аргос, преди да го вземе Агамемнон. Вероятно за да отмъсти за смъртта на Ифигения, Климемнестра направила заговор с любовника си да убият Агамемнон. Касандра предрекла това убийство и предупредила Агамемнон, но той не я послушал. Гръцкият герой бил убит или на празник или в банята си според различните версии. Синът на Агемемнон – Орест, който също отсъствал, се върнал и със сестра си Електра направили заговор да отмъстят за баща си. Те убили Клитемнестра и Егист. Орест се оженил за Хермиона и си върнал Аргос, ставайки цар на цял Пелопонес.
Неоптолем взел Андромаха за жена и Хелен като роб. Неоптолем и Орест имали стара вражда помежду си, защото Менелай бил обещал дъщеря си Хермиона на Орест, а после искал тя да се омъжи за Неоптолем. Били се и Неоптолем бил убит. Тогава Елен се оженил за Андромаха и двамата управлявали колонията от троянски бежанци, която някога била царство на Ахил. Там Еней се срещнал с тях по пътя си към Италия.
Царицата на Троя Хекуба била взета в робство. Ликаон бил поробен от Ахил. По-късно бил убит, докато се опитвал да избяга.
Еней, начело на група оцелели, напуснал града. С него били неговият син Асканий, неговият тръбач Мизен, баща му Анхис, лечителят Япикс, ларите, пенатите и Мимас като водач. Съпругата му Креуза била убита по време на плячкосването на града. Те напуснали Троя с няколко кораба, търсейки нов дом. Поостанали в няколко близки държави, но те не били гостоприемни към бежанците и накрая пророчицата Сибила им казала да се върнат към земята на техните праотци. Първо отишли на Крит, където Дардан се бил заселил, но там намерили чумата, заради която бил изгонен и Идоменей. След това намерили колонията, основана от Елен и Андромаха, но отказали да останат. След седем години пристигнали в Картаген, където Еней имал връзка с Дидона. Вероятно боговете му заповядали да продължи напред (Дидона се самоубила), и Еней и хората му стигнали до устието на Тибър в Италия. Там Сибила го завела в подземното царство и му предсказала величието на Рим, който щял да бъде основан от неговите потомци. Той се споразумял да се заселят там с местния цар Латин и се оженил за неговата дъщеря Лавиния. Според римската митология техните преки потомци били царете на Алба Лонга. По-късно, децата на Рея Силвия – Ромул и Рем основали Рим (21 април 753 пр.н.е.) Подробностите от пътуването на Еней, неговата връзка с Дидона и установяването в Италия са предмет на разказа в поемата „Енеида“ на Вергилий. Основаването на Рим е представено в творбата на Тит Ливий „Ab Urbe Condita“ („От основаването на града“)
Одисей, опитвайки да се върне в Итака, минал през редица изпитания и премреждия, които проточили върщането му 10 години. Те са детайлно описани в Омировата поема „Одисея“.

## Участници
За повече подробности вижте статиите Участници в Троянската война и Списък на корабите
Няма точно данни за числеността на воините, участвали в Троянската война. Според „Илиада“ ахейските кораби са били 1186. Също там се казва, че в един кораб имало по 120 или 50 души. Ако за средно се приеме, че в един кораб е имало 85 души, това означава, че ахейската войска е наброявала около 100 хил. души. Данните за троянската войска са още по оскъдни. Пак в „Илиада“ се казва, че на един троянец се падали десетима ахейци

## Мит или реалност?
Не е установено със сигурност доколко Троянската война е реален исторически факт и доколко това е обобщен художествен образ на събития от онова време (т.нар. „Омиров въпрос“). Част от изследователите приемат Омировия епос за литературно произведение с почти изцяло митологичен характер. От друга страна, други не се съмняват в Троянската война като историческото събитие, но смятат, че Омировият епос силно променя спомена за нея (К.Блеген, Г.Стар)

## Датиране на Троянската война
В оцелелите източници има 19 датировки, разхвърляни в диапазона XIV – XII век пр.н.е. Това се дължи на това, че съществувалата първоначално хронология се основава не на абсолютно летоброене, а на поколения. Едва по-късно периодите, измервани в поколения, са приравнени на периоди, измервани с години. Ефор дава 1135 пр.н.е. , Сосибий 1172 пр.н.е., Ератостен 1184 пр.н.е./1183 пр.н.е., Платон 1193 пр.н.е., Пароската хроника 1209 пр.н.е./1208 пр.н.е., Дикеарх от Месена 1212 пр.н.е., Херодот около 1250 пр.н.е., Ерет 1291 пр.н.е., докато Дурис посочва 1334 пр.н.е.. Като точна дата Ефор дава 23/24 Таргелион (6 – 7 юли), Хеланик 12 Таргелион (26 май), докато други дават 23-ти Скирофорион (7 юли) или 23-ти Панамос (7 октомври).

## Троянската война в изкуството и литературата
Троянската война е сцена и вдъхновение на много творби в изкуството на литературата като се започне от Омировата „Илиада“. Следват „Ифигения в Авлида“ на Еврипид, „Троил и Кресида“ на Джефри Чосър (1483 г.), „Троил и Кресида“ на Уилям Шекспир, „Ифигения и Поликсена“ на Самуел Костър.
Един от най-мащабните филми, пресъздаващи историята на Троянската война, е „Троя“ (2004) с Брад Пит в ролята на Ахил. Войната е изобразена и в много книги, видеоигри, телевизионни сериали, опери и дори комикси.